# Бардонија (Њујорк)
Бардонија (енгл. Bardonia) насељено је место без административног статуса у америчкој савезној држави Њујорк.

## Демографија
По попису из 2010. године број становника је 4.108, што је 259 (-5,9%) становника мање него 2000. године.
| Група             | 2000.         | 2010.         |
| Белци             | 3.664 (83,9%) | 3.255 (79,2%) |
| Афроамериканци    | 67 (1,5%)     | 85 (2,1%)     |
| Азијати           | 344 (7,9%)    | 443 (10,8%)   |
| Хиспаноамериканци | 225 (5,2%)    | 271 (6,6%)    |
| Укупно            | 4.367         | 4.108         |